# Polityka konfrontacji
Polityka konfrontacji – styl uprawiania polityki charakteryzujący się wrogimi stosunkami pomiędzy największymi partiami, które zamieniają życie polityczne w toczącą się debatę wyborczą. Taki charakter polityki kontroluje władzę rządu poprzez zapewnienie istnienia opozycji. Z drugiej strony, zniechęca do rozsądnej debaty i uniemożliwia osiągnięcie kompromisu.
Dalszymi konsekwencjami stosowania takiego rodzaju polityki jest tworzenie się odmiennych obozów politycznych, a w konsekwencji do braku stabilności politycznej i porozumienia.
Główną siłą napędową systemu parlamentarnego staje się wroga relacja pomiędzy rządem a opozycją. Taka sytuacja zauważalna jest w Wielkiej Brytanii, Nowej Zelandii i Australii.